# Truyện kể núi đồi
Truyện kể núi đồi (xuất bản năm  1888) là tập truyện ngắn đầu tay của Văn hào Rudyard Kipling.

## Các truyện ngắn
- "Lispeth"
- "Three and – an Extra"
- "Thrown Away"
- "Miss Youghal's Sais"
- "'Yoked with an Unbeliever'"
- "False Dawn"
- "The Rescue of Pluffles"
- "Cupid's Arrows"
- "The Three Musketeers"
- "His Chance in Life"
- "Watches of the Night"
- "The Other Man"
- "Consequences"
- "The Conversion of Aurelian McGoggin"
- "The Taking of Lungtungpen"
- "A Germ-Destroyer"
- "Kidnapped"
- "The Arrest of Lieutenant Golightly"
- "In the House of Suddhoo"
- "His Wedded Wife"
- "The Broken-Link Handicap"
- "Beyond the Pale"
- "In Error"
- "A Bank Fraud"
- "Tods' Amendment"
- "The Daughter of the Regiment"
- "In the Pride of his Youth"
- "Pig"
- "The Rout of the White Hussars"
- "The Bronckhorst Divorce-case"
- "Venus Annodomini"
- "The Bisara of Pooree"
- "A Friend's Friend"
- "The Gate of the Hundred Sorrows"
- "The Madness of Private Ortheris"
- "The Story of Muhammad Din"
- "On the Strength of a Likeness"
- "Wressley of the Foreign Office"
- "By Word of Mouth"
- "To be Filed for Reference"

Một số nhân vật trong số các truyện này đã trở thành nhân vật trong tiểu thuyết Kim.